# كابفنبيرغ بولز
كابفنبيرغ بولز هو فريق كرة سلة نمساوي للمحترفين تأسس في سنة 1976. ينافس في الدوري النمساوي لكرة السلة.

## الإنجازات
- الدوري النمساوي لكرة السلة (4):

2001، 2002، 2003، 2004
- كأس النمسا لكرة السلة (2):

2007، 2014
- كأس السوبر النمساوية لكرة السلة (3):

2002، 2003، 2014

## وصلات خارجية
- الموقع الرسمي